# 性愛傾向
性愛傾向（英語：Erotophilia）是一種人格特質，評估一個人對性的正面或負面傾向。性愛傾向是一個连续的測量尺度，兩個極端分別是性愛恐懼症（erotophobia）與性愛傾向。
性愛傾向者有更頻繁的自慰以及性幻想，初次性行為的年齡較性愛恐懼症者更早，也有相對多性伴侶及相對豐富的性经验，對非異性戀、多元性愛等非傳統的性現象有較少的負面反應。而得分偏向性愛恐懼症者往往偏向權威主義與成就依賴，且擁有更传统的性别角色，同時有更多對性的内疚經驗以及對自慰和同性戀更多的负面反应。
在健康促進行為的研究中，性愛傾向者比性愛恐懼症者更有可能从事乳房自我检查、定期的妇科健康檢查，並進行性病防治措施（如更高的保險套使用率）。

## 背景
性愛傾向用於評估對性和性開放程度的人格維度，同時是衡量性安全及健康風險、性教育是否貧乏的重要參考尺度。目前的研究已經指出性愛傾向者有顯著更高的避孕行為，以及更多有关於人类性行为的知識。性愛傾向的英文是Erotophilia，其詞源來自於希臘神話中的愛與慾望之神厄洛斯（Ἔρως，Eros），以及希臘文的嗜好(φιλία，-phil-)。研究人员偶尔也會使用「性正面性（sex positive）」來表示性愛傾向。

## 参看
- 性愛恐懼症
- 人際性意願
- 性慾亢進
- 性成瘾